# Нарын (Хоринский район)
Нары́н (бур. Нарин) — посёлок в Хоринском районе Бурятии. Входит в сельское поселение «Кульское».

## География
Расположен в межгорной долине северных отрогов Худанского хребта на речке Эхин-Нарин, при её впадении в реку Большой Тарбагатай (левый приток Уды), в 5 км к югу от региональной автодороги 03К-011 Верхнеталецкий тракт, в 26 км по автодороге к северо-востоку от бывшего центра сельского поселения, посёлка Хандагай, и в 37 км западнее районного центра — села Хоринск.

## История
Нарынское поселение образовано во второй половине XVIII века. Заселялось крепостными крестьянами, сосланными в зачёт рекрут.

До 14 октября 2015 года посёлок входил в упразднённое сельское поселение «Хандагайское».

## Население
| 2002 | 2010 |
| ---- | ---- |
| 256  | ↘171 |

## Экономика
Заготовка и переработка древесины.